# يوهان غوتفريد غروبر
يوهان غوتفريد غروبر (بالألمانية: Johann Gottfried Gruber)‏ هو ناقد أدبي ومترجم وكاتب ألماني، ولد في 29 نوفمبر 1774 في ناومبورغ في ألمانيا، وتوفي في 7 أغسطس 1851 في هاله في ألمانيا.